# Colón costa-riqueny
El colón costa-riqueny (en espanyol colón costarricense o, simplement, colón), anomenat així en honor de Cristòfor Colom, és la moneda oficial de Costa Rica. El codi ISO 4217 és CRC i l'abreviació és ₡. Tradicionalment s'ha dividit en 100 cèntims (céntimos), tot i que a causa del poc valor de la moneda fa temps que la fracció ja no circula.
Les monedes actuals en circulació són de 5, 10, 20, 25, 50, 100 (anomenades col·loquialment tejas, nom que es donava abans als bitllets de 100) i 500 colones. Els bitllets són de 1.000 (anomenats rojos), 2.000, 5.000 (anomenats tucanes), 10.000, 20.000 i 50.000 colones.
Es va establir com a moneda nacional el 1896, en substitució del peso. El banc emissor és el Banco Central de Costa Rica.
Com a moneda ha estat devaluada sistemàticament, a causa dels alts índexs d'inflació que va sofrir el país en la seva recessió als anys 90. Durant molt de temps va tenir el tipus de canvi en relació amb el dòlar dels Estats Units en 1 USD = 8.60 CRC. Però amb els canvis econòmics ocorreguts als vuitanta, es va passar a un tipus de canvi de minidevaluacions diàries, que actualment (a data de 21 de novembre del 2008) han portat al canvi de 560,69 CRC per 1 USD. Aquestes minidevaluacions fluctuen entre 10 i 15 cèntims diaris. En aquesta mateixa data, el tipus de canvi respecte a l'euro era de 706,58 CRC per 1 EUR.

## Taxa de canvi
- 1 EUR = 591.92 CRC (9 de juliol del 2015)
- 1 USD = 536.48 CRC (9 de juliol del 2015)